# Тимошевка (Ореховский район)
Тимошевка (укр. Тимошівка) — село,
Никольский сельский совет,
Ореховский район,
Запорожская область,
Украина.
Код КОАТУУ — 2323983503. Население по переписи 2001 года составляло 77 человек.

## Географическое положение
Село Тимошевка находится в 1,5 км от левого берега реки Верхняя Терса,
на расстоянии в 1 км от села Никольское.
Рядом проходит автомобильная дорога Т-0408.

## История
- 1926 год — дата основания.